# 일국 방안
일국 방안(영어: one-state solution)은 이스라엘-팔레스타인 분쟁을 해결하기 위해 제안된 방식으로, 이 방식은 요르단강과 지중해 사이에 하나의 국가를 설립하는 것이다. 이 해결책을 지지하는 사람들은 이스라엘의 단일 국가, 서안 지구, 가자 지구를 옹호한다.

## 같이 보기
- 두 국가 해법
- 삼국 방안
- 다문화주의
- 마르틴 부버
- 한나 아렌트
- 토니 주트
- 인종의 용광로